# معادلات جفیمنکو
در الکترومغناطیس ٬ معادلات جفیمنکو ( نام‌گذاری شده پس از الگ جفیمنکو )  معادلاتی هستند که میدان‌های الکتریکی و میدان‌های مغناطیسی را برحسب توزیع بار الکتریکی و جریان الکتریکی زمان‌های تاخیری بیان می‌کنند.
معادلات جفیمنکو  پاسخ معادلات ماکسول برای یک توزیع بار و جریان معین هستند ٬ با این فرض که میدان الکترومغناطیسی دیگری جز میدان ایجاد شده توسط همین توزیع‌ها وجود ندارد ٬ یعنی میدانی از بی‌نهایت قبل نمی‌آید.

## معادلات

### میدان‌های الکتریکی و مغناطیسی

بردارهای مکان r و r′استفاده شده در محاسبات.

این معادلات ٬ میدان الکتریکی و مغناطیسی را در زمان و مکان درفضا بر حسب توزیع‌های چشمه می‌دهند:
{\displaystyle \mathbf {E} (\mathbf {r} ,t)={\frac {1}{4\pi \epsilon _{0}}}\int \left[\left({\frac {\rho (\mathbf {r} ',t_{r})}{|\mathbf {r} -\mathbf {r} '|^{3}}}+{\frac {1}{|\mathbf {r} -\mathbf {r} '|^{2}c}}{\frac {\partial \rho (\mathbf {r} ',t_{r})}{\partial t}}\right)(\mathbf {r} -\mathbf {r} ')-{\frac {1}{|\mathbf {r} -\mathbf {r} '|c^{2}}}{\frac {\partial \mathbf {J} (\mathbf {r} ',t_{r})}{\partial t}}\right]\mathrm {d} ^{3}\mathbf {r} '}
{\displaystyle \mathbf {B} (\mathbf {r} ,t)={\frac {\mu _{0}}{4\pi }}\int \left[{\frac {\mathbf {J} (\mathbf {r} ',t_{r})}{|\mathbf {r} -\mathbf {r} '|^{3}}}+{\frac {1}{|\mathbf {r} -\mathbf {r} '|^{2}c}}{\frac {\partial \mathbf {J} (\mathbf {r} ',t_{r})}{\partial t}}\right]\times (\mathbf {r} -\mathbf {r} ')\mathrm {d} ^{3}\mathbf {r} '}
که r' مکان توزیع بار و  r نقطه مورد نظر برای میدان است و نیز :
{\displaystyle t_{r}=t-{\frac {|\mathbf {r} -\mathbf {r} '|}{c}}}
زمان تاخیریافته را نشان می‌دهد.

### یافتن معادلات از پتانسیل‌های الکترومغناطیسی
با استفاده از روابط زیر که پتانسیل‌های تاخیری هستند ٬ می‌توان معادلات جفیمنکو را به‌دست آورد:
{\displaystyle {\begin{aligned}&\varphi (\mathbf {r} ,t)={\dfrac {1}{4\pi \epsilon _{0}}}\int {\dfrac {\rho (\mathbf {r} ',t_{r})}{|\mathbf {r} -\mathbf {r} '|}}\mathrm {d} ^{3}\mathbf {r} '\\&\mathbf {A} (\mathbf {r} ,t)={\dfrac {\mu _{0}}{4\pi }}\int {\dfrac {\mathbf {J} (\mathbf {r} ',t_{r})}{|\mathbf {r} -\mathbf {r} '|}}\mathrm {d} ^{3}\mathbf {r} '\\\end{aligned}}}
که پاسخ معادلات ماکسول در فرم پتانسیلی هستند.سپس یا جای‌گذاری در پتانسیل‌های الکترومغناطیسی
{\displaystyle -\mathbf {E} =\nabla \varphi +{\dfrac {\partial \mathbf {A} }{\partial t}}\,,\quad \mathbf {B} =\nabla \times \mathbf {A} }
و با استفاده از رابطه‌ی
{\displaystyle c^{2}={\frac {1}{\epsilon _{0}\mu _{0}}}}
معادلات جفیمنکو به دست می‌آیند.

## نوشتارهای مرتبط
- چاربردار پتانسیل
- پتانسیل لینارد-ویشرت